# 世界都墜入戀愛之中
世界都墜入戀愛之中是CHiCO的第一張單曲，於2014年8月6日發行。

## 概要
《世界都墜入戀愛之中》（日语：世界は恋に落ちている）是CHiCO和HoneyWorks合作，以「CHiCO with HoneyWorks」名義推出的第一張單曲，為電視動畫《閃爍的青春》的OP。單曲分為兩種版本，分別為
- 閃爍的青春盤（期間生產限定盤）
  - 規格編號：SMCL-345
  - 封面為吉岡雙葉和馬淵洸，由咲坂伊緒繪製
- CHiCO with HoneyWorks盤
  - 規格編號：SMCL-344
  - 封面為CHiCO，Rokoru負責角色設計，並由Yamako繪製

此單曲設有發售紀念CD店舖特典，只要購買CD就能得到特典，並無指定閃爍的青春盤或CHiCO with HoneyWorks盤。

## 收錄曲目
| CD   | CD                                | CD       | CD   |
| 曲序 | 曲目                              | 原文曲目 | 时长 |
| ---- | --------------------------------- | -------- | ---- |
| 1.   | 世界都墜入戀愛之中                |          | 5:11 |
| 2.   | color                             |          | 4:00 |
| 3.   | 世界都墜入戀愛之中 -instrumental- |          | 5:11 |
| 4.   | color -instrumental-              |          | 3:58 |

## 註腳

### 出處
1. ↑  HoneyWorks. . 2014-08-07  [2015-01-03]. （原始内容存档于2015-01-01） （日语）.
2. ↑  .   [2015-01-03]. （原始内容存档于2015-01-01） （日语）.

## 外部連結
- 現場演唱版 （页面存档备份，存于） - THE FIRST TAKE